# Ribbleton
Ribbleton est une banlieue et un quartier de la ville de Preston, dans le Lancashire, en Angleterre. Il est situé à l'est du centre-ville, entre l'A59 (en) et la B6243 (en). L'autoroute M6 traverse également la région.

## Histoire
Ribbleton était une paroisse civile de 1866 au 1er avril 1934, date à laquelle elle fut absorbée par le comté de Preston. La paroisse faisait partie du district rural de Preston.
L'ancien hôpital psychiatrique de Ribbleton de Sandycroft a été fermé en 2015 et démoli en 2018.

## Communauté
Ribbleton possède une bibliothèque, un certain nombre de magasins, un pub, des bureaux de poste et des écoles.

## Démographie
En 2001, la population comptait 7 351 habitants, en 2010, la population comptait 8 548 habitants et en 2021, la population comptait 9 077 habitants.
| Année | Population |
| ----- | ---------- |
| 1991  | 8 593      |
| 2001  | 7 351      |
| 2010  | 8 548      |
| 2021  | 9 077      |

## Industrie
La majeure partie de la zone à l'ouest de l’autoroute M6 est résidentielle. La zone à l'est contient un grand parc industriel et des terres agricoles et aucune résidence. Le cimetière de Preston est entièrement contenu dans le quartier de Ribbleton, tout comme le crématorium de Preston. Une partie de la banlieue se trouve dans le quartier de Brookfield (en), y compris le siège social de la chaîne de supermarchés de Booths (en) et l'ancienne gare ferroviaire (en), qui se trouvait sur le chemin de fer (en) de Preston and Longridge.

## Éducation
L'ancienne école secondaire de la ville de Preston est située au centre de la région. Ribbleton Hall High a fermé ses portes en décembre 2009 et l'Ashton Community Science College l'a ouvert en tant que deuxième campus en janvier 2010. Le campus de Ribbleton n'a admis aucun élève de 7e année en septembre 2010. En juillet 2013, l'Ashton Community Science College s'est retiré du site et est revenu au Conseil du comté de Lancashire. En janvier 2014, le conseil du comté de Lancashire a transféré le contrôle du site à des entrepreneurs pour préparer l'occupation du site par le lycée Saint Tom Finney en janvier 2015. Les écoles primaires du quartier sont Grange Community Primary, Moor Nook Community Primary, Blessed Sacrament Catholic Primary School et Brockholes Wood Community Primary School. Cette école est située dans le quartier de Farringdon Park à Preston, au sommet de Brockholes Brow. elle s'appelait autrefois Faringdon Park Primary School.

## Transports
L'accès au centre-ville se fait par la route A59 (en) ou B6243 (en) qui sont souvent embouteillées. Le chemin de fer à travers Ribbleton n'existe plus, il existe des services de bus fréquents fournis par Preston Bus (en) et Stagecoach dans le Lancashire, y compris la route entre Preston et Longridge.